# هوتسما
مارتاين تيودور هُوتْسْما (بالهولندية: Martinus Theodorus Houtsma)‏ (1267 - 1362 ه‍ / 1851 - 1943 م) هو مستشرق هولندي.
ألمّ بالعربية والفارسية والتركية، ودرّسها في جامعة أوترخت. ارتبط اسمه بالطبعة الأولى من دائرة المعارف الإسلامية، حيث كان رئيس تحريرها.
زميل الأكاديمية الملكية الهولندية للفنون والعلوم ، وخبير في تاريخ السلاجقة.